# Hubinne
Hubinne is een gehucht in de Belgische provincie Namen. Het ligt in Hamois, in het oosten van het dorpscentrum, waarmee het tegenwoordig is vergroeid. Hubinne ligt op de noordelijke oever van het riviertje de Bocq.

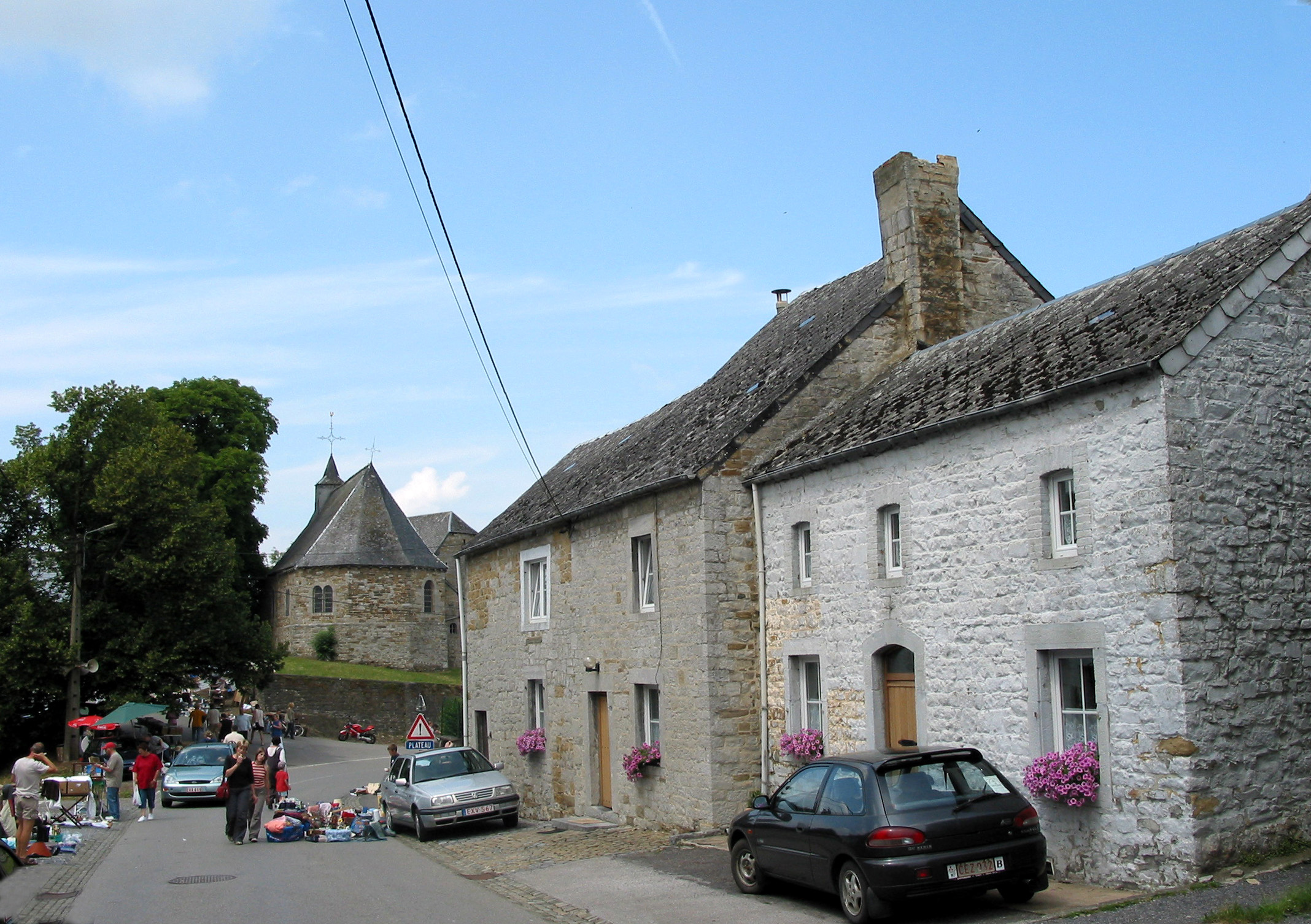
Centrum van Hubinne

## Geschiedenis
Op de Ferrariskaart uit de jaren 1770 is het dorpje Hubinne weergeven aan de Bocq, zo'n halve kilometer ten oosten van Hamois.
De kleine gemeente Hubinne werd bij keizerlijk decreet van 1808 opgeheven en verenigd met Hamois.

## Bezienswaardigheden

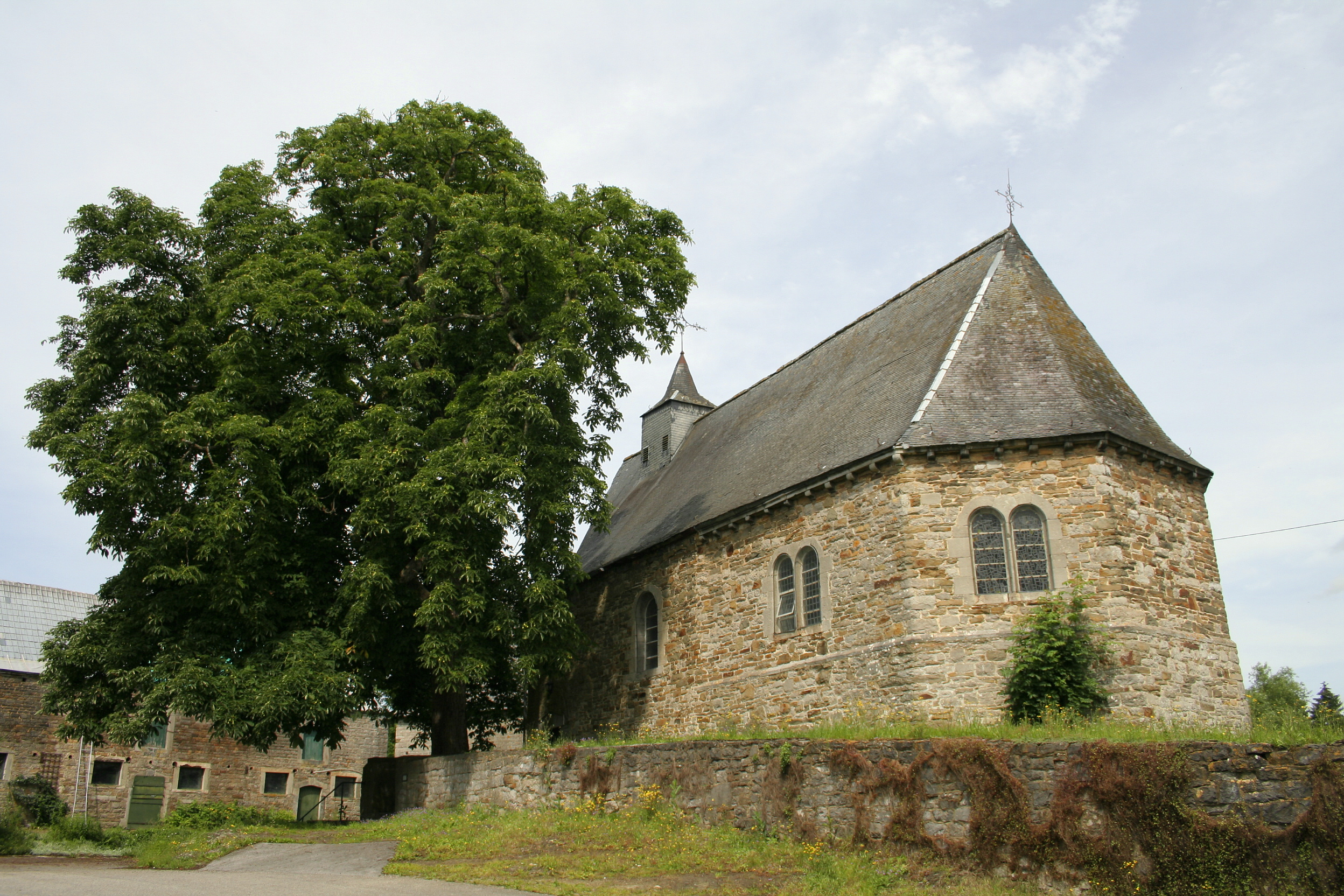
Chapelle Sainte-Agathe

- de oude beschermde Chapelle Sainte-Agathe